# Sandviks socken
Sandviks socken i Småland ingick i Västbo härad i Finnveden och är sedan 1974 en del av Gislaveds kommun, från 2016 inom Burseryds distrikt i Jönköpings län.
Socknens areal var den 1 januari 1961 27,56 kvadratkilometer, varav 21,69 km² land. År 1952 fanns här 96 invånare, då den socken i Småland med lägst folkmängd. Kyrkbyn Sandvik med sockenkyrkan Sandviks kyrka ligger i socknen. 

## Administrativ historik
Sandviks socken har medeltida ursprung.
Vid kommunreformen 1862 övergick socknens ansvar för de kyrkliga frågorna till Sandviks församling och för de borgerliga frågorna till Sandviks landskommun.  Landskommunen inkorporerades 1952 i Burseryds landskommun, som sedan 1974 uppgick i Gislaveds kommun. Församlingen uppgick 1995 i Burseryds församling.
1 januari 2016 inrättades distriktet Burseryd, med samma omfattning som Burseryds församling fick 1995, och vari detta sockenområde ingår.
Socknen har tillhört samma fögderier och domsagor som Västbo härad. De indelta soldaterna tillhörde Jönköpings regemente, Södra Västbo kompani.

## Geografi
Sandviks socken ligger vid Hallands och Västgötagränsen öster om insjön Fegen. Socknen är en småkuperad skogsbygd. Fegen delas med Gunnarps socken i Falkenbergs kommun, Kalvs socken i Svenljunga kommun och Burseryds socken i Gislaveds kommun. Den andra betydande insjön är Hurven som delas med Gryteryds socken i Gislaveds kommun.
En sätesgård var Sandviks herrgård.

## Fornminnen
Stenåldersboplatser och en hällkista har återfunnits vid stranden av Fegen. Några gravrösen från bronsåldern finns här också.

## Befolkningsutveckling
Befolkningen ökade från 190 1810 till 271 1880 varefter den minskade stadigt till 36 1990.

## Namnet
Namnet (1268 Sandwik), taget från kyrkbyn, syftar till en sandig vik av sjön Fegen.